# Mikhail Efimovich Koltsov
Mikhail Koltsov là một nhà báo Liên bang Xô viết.
Là con một người thợ đánh giày người Do Thái, Koltsov tham gia phong trào Cách mạng Tháng Mười 1917, trở thành một người Bônsêvích và tham gia Cách mạng Công dân. Ông là một người Cộng sản chân chính và là một nhân vật chủ chốt của Đảng Cộng sản cũng như là nhà báo nổi tiếng của nền báo chí Liên Xô, nhờ vào phong cách viết châm biếm và những bài báo đặc sắc chỉ trích lối làm việc quan liêu và những hiện tượng tiêu cực. Ông là người sáng lập những tờ báo như Krokodil và Ogonyok, và ông cũng là thành viên Ban biên tập tờ Pravda.
Là một nạn nhân của cuộc Đại thanh trừng do lãnh tụ tối cao Stalin đề xướng, Koltsov đã được phục hồi cương vị cũ sau khi nhà độc tài này qua đời vào năm 1953.